# Tell Me Baby
Tell Me Baby – drugi singel z albumu Stadium Arcadium grupy Red Hot Chili Peppers, wydanego w 2006 roku.

## Wydania i spis utworów
| Lp.            | Tytuł                 | Długość |
| -------------- | --------------------- | ------- |
| Tell Me Baby 1 |                       |         |
| 1.             | „Tell Me Baby”        | 4:11    |
| 2.             | „A Certain Someone”   | 2:25    |
| Tell Me Baby 2 |                       |         |
| 1.             | „Tell Me Baby”        | 4:09    |
| 2.             | „Mercy Mercy”         | 4:01    |
| 3.             | „Lyon 06.6.06 (Live)” | 3:53    |